# Nicolas Clary
Joseph Nicolas Clary, I conte Clary (Marsiglia, 26 marzo 1760 – Parigi, 6 giugno 1823), è stato un politico francese.

## Biografia
Era il figlio di François Clary, assessore di Marsiglia, e della sua seconda moglie, Françoise Rose Somis. Aveva dodici fratelli, tra cui Julie, regina consorte di Napoli e Spagna, e Desiree, principessa di Pontecorvo e regina di Svezia e Norvegia.
Grazie alle alleanze la famiglia Clary era imparentata con quella Bonaparte, il 2 giugno 1815 venne registrato sulla lista dei membri della Camera dei pari, che perderà con il ritorno dei Borboni.
Il 4 giugno 1815 venne creato Conte Clary. 

## Matrimonio
Sposò a Marsiglia Malcy Anne Jeanne (1791-29 agosto 1820), figlia di Marie François Rouyer. Ebbero cinque figli:
- Joseph (1810-3 aprile 1823);
- Zénaïde Françoise Francesca (25 novembre 1812-27 aprile 1884), sposò Napoléon Alexandre Berthier, ebbero tre figli;
- François Jean (14 agosto 1814-16 febbraio 1889);
- Justinien Nicolas (8 giugno 1816-4 marzo 1896);
- Nicolas (28 agosto 1820-5 gennaio 1868).

## Morte
Morì il 6 giugno 1823 a Parigi.